# Les nuits
Les nuits is een muziekalbum van de Nederlandse band Nits. Zoals gebruikelijk nam de Nits het album op in hun eigen studio De Werf in Amsterdam.
De titel van het album is gedeeltelijk bedoeld als een variatie op de bandnaam, maar het is natuurlijk ook Frans voor de Avonden. Aangezien over het algemeen de muziek en de teksten nogal somber en donker van aard zijn, is dit een zeer passende titel. Het album klinkt bijzonder beheerst (met uitzondering van het drukke uptempo nummer The Red Dog) met vooral veel ruimtelijke keyboardpartijen en gevarieerde percussie. Het Mondriaan strijkkwartet speelt ook mee op een vijftal nummers.
Oorspronkelijk was Les Nuits bedoeld als mini-album (net zoals Kilo en Hat). Op verzoek van de platenmaatschappij werden er nog 3 nummers aan toegevoegd (dit zijn ook de laatste drie nummers op het album). Het mini-album zou dus oorspronkelijk eindigden met de 'Theo van Gogh-trilogie'. Hierin beschrijft Hofstede de moord op van Gogh vanuit het oogpunt van drie winkels in de straat waar het gebeurde. Hofstede woont zeer vlak bij de plaats van de moord.
Het album bevond zich enkele weken in de onderste helft van de album top 100, maar was bij de meeste fans van de band bijzonder goed ontvangen. Laetitia van Krieken had de band verlaten en de band toerde als trio door heel Europa (waarbij de band voor de allereerste keer Londen aandeed). Voorafgaand aan de tournee trad de band akoestisch op in drie Amsterdamse huiskamers, wat tijdens de tournee gereproduceerd werd in de eerste helft van de concerten. Ook trad de band vlak voor aanvang van de tournee eenmalig op met het Residentie Orkest, waarbij hits en meer obscure nummers van de band te horen werden gebracht tezamen met enkele stukken van het orkestrale Nits album Hjuvi uit 1992.

## Musici
- Henk Hofstede – zang, gitaar banjo
- Robert-Jan Stips – toetsen, zang
- Rob Kloet – slagwerk

Gastmuzikanten:
- Mondriaan Kwartet – strijkkwartet
- Marjolein van der Klauw (Powderblue) – achtergrondzang
- Ciska Ruitenberg – achtergrondzang

## Composities
Alle tracks door Hofstede, Stips, Kloet, behalve The Long Song (Stips).
1. Les Nuits (4:27);
2. The Rising Sun (3:18);
3. The Eiffel Tower (5:13)
4. The Red Dog (3:24);
5. The Long song (4:16);
6. The Laundrette (5:31);
7. The Pizzeria (2:26);
8. The Key Shop (War & Peace) (3:28);
9. the Wind-Up bird (3:08);
10. The Hole (5:39);
11. The Milkman (3:58).

Single
The Key Shop werd als promotionele single uitgebracht (met op de B-kant een marginaal anders gemixte versie (de ‘Soft EQ Edit’).

### Hitlijsten
| Album met eventuele hitnotering(en) in de Nederlandse Album Top 100 | Datum van verschijnen | Datum van binnenkomst | Hoogste positie | Aantal weken | Opmerkingen |
| ------------------------------------------------------------------- | --------------------- | --------------------- | --------------- | ------------ | ----------- |
| Mega Album Top 100                                                  | 2005                  | 31-10-2005            | 63              | 8            |             |

## Trivia
- Les Nuits is een boetiekhotel in Antwerpen centrum met 24 unieke kamers.[1]